# Kolonial-Denkmünze

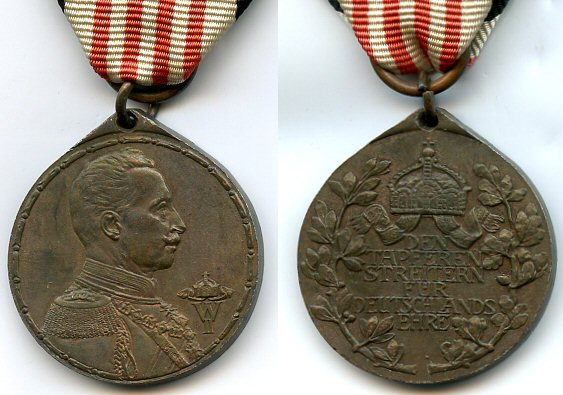
Kolonial-Denkmünze

Die Kolonial-Denkmünze wurde am 13. Juni 1912 von Kaiser Wilhelm II. gestiftet und konnte an alle Personen verliehen werden, die an militärischen Unternehmungen in den Deutschen Kolonien teilgenommen haben. Die Anlagen zu den Ausführungsbestimmungen enthalten eine Liste der für die Verleihung anerkannten Gefechte, „Strafexpeditionen“, Feldzüge und Unterwerfungen. Dies waren für Deutsch-Ostafrika (1889–1907) 77, für Deutsch-Südwestafrika (1893–1904) sieben und für Kamerun (1891–1909) 101 Unternehmungen. Ausgenommen davon waren Teilnehmer an den kriegerischen Auseinandersetzungen in Ostasien 1900/01 („Boxeraufstand“) und Südwest-Afrika in den Jahren 1904/08 (Krieg gegen die Herero und Nama).

## Aussehen
Die bronzene Medaille zeigt das nach rechts gewandte Brustbild von Wilhelm II. in Uniform. Rechts die gekrönten Initialen W II (Wilhelm II). Rückseitig rechts ein Eichenblatt- und links ein Lorbeerzweig. Mittig von der Kaiserkrone überragt die Inschrift DEN TAPFEREN STREITERN FÜR DEUTSCHLANDS EHRE.

## Trageweise
Getragen wurde die Auszeichnung an einem weißen Band mit vier roten Mittel- und schwarzen Seitenstreifen auf der linken Brust.

## Gefechtsspangen
Die Medaille konnte auch mit den folgenden Spangen verliehen werden, wenn der Beliehene an einem entsprechenden Gefecht oder Schlacht teilgenommen hatte
| - Deutsch-Ostafrika 1888/89 - Deutsch-Ostafrika 1889/90 - Deutsch-Ostafrika 1889/91 - Deutsch-Ostafrika 1892 - Deutsch-Ostafrika 1893 - Deutsch-Ostafrika 1894 - Deutsch-Ostafrika 1895 - Deutsch-Ostafrika 1896 - Deutsch-Ostafrika 1897 - Deutsch-Ostafrika 1898 - Deutsch-Ostafrika 1899 - Deutsch-Ostafrika 1900 - Deutsch-Ostafrika 1901 - Deutsch-Ostafrika 1902 - Deutsch-Ostafrika 1903 - Deutsch-Ostafrika 1905/07 - Deutsch-Ostafrika 1911 - Deutsch-Ostafrika 1912 - Südwest-Afrika 1893/95 - Südwest-Afrika 1896 - Südwest-Afrika 1897 - Südwest-Afrika 1897/98 - Südwest-Afrika 1901 - Südwest-Afrika 1903/04 - Kamerun 1884 - Kamerun 1886/91 - Kamerun 1889 - Kamerun 1890 - Kamerun 1891 - Kamerun 1891/94 - Kamerun 1893 - Kamerun 1895/96 - Kamerun 1897 - Kamerun 1898 - Kamerun 1898/99 - Kamerun 1899 - Kamerun 1899/00 - Kamerun 1900 - Kamerun 1900/01 - Kamerun 1901 - Kamerun 1901/02 - Kamerun 1902 - Kamerun 1902/03 - Kamerun 1903 | - Kamerun 1904 - Kamerun 1904/05 - Kamerun 1905 - Kamerun 1906 - Kamerun 1905/07 - Kamerun 1906/07 - Kamerun 1907/08 - Kamerun 1911 - Kamerun 1912 - Samoa 1888 - Venezuela 1902/03 - Ponape 1910/11 - Togo 1894/95 - Togo 1895 - Togo 1896 - Togo 1896/97 - Togo 1897 - Togo 1897/98 - Togo 1898 - Togo 1898/99 - Togo 1899 - Togo 1900 - Togo 1900/01 - Togo 1901 - Togo 1902 - Togo 1903 - Deutsch-Neuguinea 1893 - Deutsch-Neuguinea 1897 - Deutsch-Neuguinea 1899 - Deutsch-Neuguinea 1900 - Deutsch-Neuguinea 1901 - Deutsch-Neuguinea 1902 - Deutsch-Neuguinea 1903 - Deutsch-Neuguinea 1904 - Deutsch-Neuguinea 1905 - Deutsch-Neuguinea 1906 - Deutsch-Neuguinea 1907 - Deutsch-Neuguinea 1908 - Deutsch-Neuguinea 1909 - Deutsch-Neuguinea 1910 - Deutsch-Neuguinea 1911 - Deutsch-Neuguinea 1912 - Deutsch-Neuguinea 1913 - Deutsch-Neuguinea 1913/14 |

Die Spangen sind aus vergoldetem Messing gefertigt und werden auf dem Band befestigt. Bei Teilnahme an mehreren Gefechten wurden die Spangen untereinander angebracht.